# Петър Добрев
Петър Добрев Добрев е български икономист и стопански историк. Доктор на науките и старши научен сътрудник в Икономическия институт към БАН.

## Биография
Роден е на 12 юли 1942 година в с. Голяма Кайнарджа, Силистренско. През 1961 г. завършва средното си образование, а през 1968 г. – висше образование във Висшия икономически институт „Карл Маркс“.
С препоръка от катедра „Стопанска история" от 1969 г. работи в Икономическия институт на Българската академия на науките. Основният му обект на изследване са въпросите на стопанската история и произходът на ранните цивилизации.
През 1986 г. публикува книгата „Стопанската култура на прабългарите“, одобрена от Икономическия институт на БАН, която е първата специална монография в България и в света, посветена на прабългарското стопанство, материална и духовна култура. Той е привърженик на теорията за арийско-иранския произход на прабългарите. Има и изследвания за езика и за календара на древните българи.
Петър Добрев е автор на тези, приемани нееднонозначно сред академичните среди. Трудовете му са критикувани от някои автори, а методите му се определят като „свободна интерпретация на извори и паметници“.